# 釜石よいさ
釜石よいさ（かまいしよいさ）は、岩手県釜石市で行われる祭り。2023年（令和5年）から9月開催となり会場も市中心部から釜石鵜住居復興スタジアムに移る。

## 概要
1987年、新日本製鐵釜石製鐵所（現、日本製鉄北日本製鉄所釜石地区）の高炉が操業を停止していた釜石で、「街の活気を取り戻そう」というある若者の思いから立ち上げられた。2010年8月まで連続して開催されていたが2011年3月の東日本大震災の影響で中断した。その後2013年に復活し2018年に第30回を迎えた。震災前は、納涼花火大会と合わせ海の大祭典として開催していた。
東日本大震災の後には、Googleのミライへのキオクシリーズのテレビコマーシャルで釜石よいさの過去の画像が流され、高炉閉鎖からの復興をテーマに誕生したこの祭の背景とも重ね合わせ、震災被害に沈む多くの人たちに復興への希望を与えた。

## 開催場所と開催期間
毎年8月上旬土曜日に開催されていた。震災後の初開催となった2013年は時期が9月となり、また街灯未整備を理由に日中に実施された。2014年からは8月開催を復活させている。2020年〜2022年は新型コロナウィルスの影響により中止となった。
2023年に4年ぶりに再開することになり、開催場所を市中心部から交通規制が不要な釜石鵜住居復興スタジアムに移し、開催日も猛暑を避けるため9月23日とすることになった。